# Portrait hellénistique
 (avril 2020).
Si vous disposez d'ouvrages ou d'articles de référence ou si vous connaissez des sites web de qualité traitant du thème abordé ici, merci de compléter l'article en donnant les références utiles à sa vérifiabilité et en les liant à la section « Notes et références ».

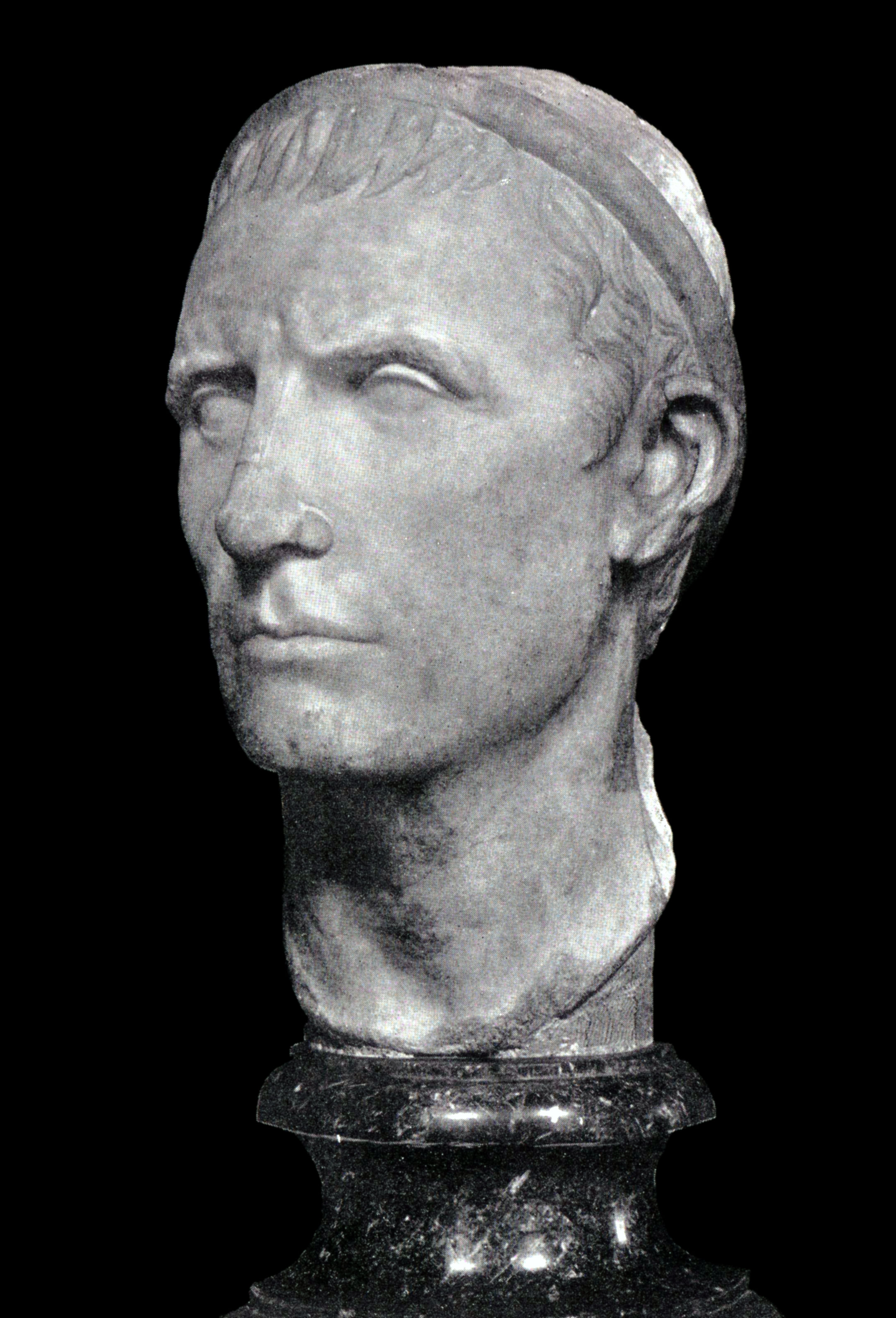
Portrait d'Antiochos III.

Le portrait hellénistique est l'un des principaux objectifs de l'art grec, qui parvient de manière incontestable à créer des portraits « physionomiques » (c'est-à-dire reproduisant les caractéristiques réelles des personnes), également dotés de significations psychologiques. Seules les sculptures nous sont parvenues mais ce phénomène concernait certainement aussi la peinture.

## Histoire
À la fin du IVe siècle av. J.-C., la création d'une effigie recourt aux traits physiques rigoureusement idéalisés, portraits appelés « typologiques » (où se reconnaissent certains des attributs de la catégorie d'individus). Ce faisant, la fonction collective de l'art au service de la polis plutôt qu'au service de l'individu pèse de tout son poids et entraîne l'interdiction de l'exposition des images « privées » dans les lieux publics et le devoir d'observer attentivement les hommes illustres. 
Jusqu'à la fin de l'époque hellénistique, la statuaire grecque ne représente que des personnages en entiers ou, tout au plus, dans la période tardive ou voisine de celle-ci, la demi-figure, en particulier dans le domaine funéraire. Les têtes que nous connaissons aujourd'hui sont le résultat de copies romaines. Même les têtes de Hermès sont copiées par les Romains à partir de sculptures entières.

## Lysippe

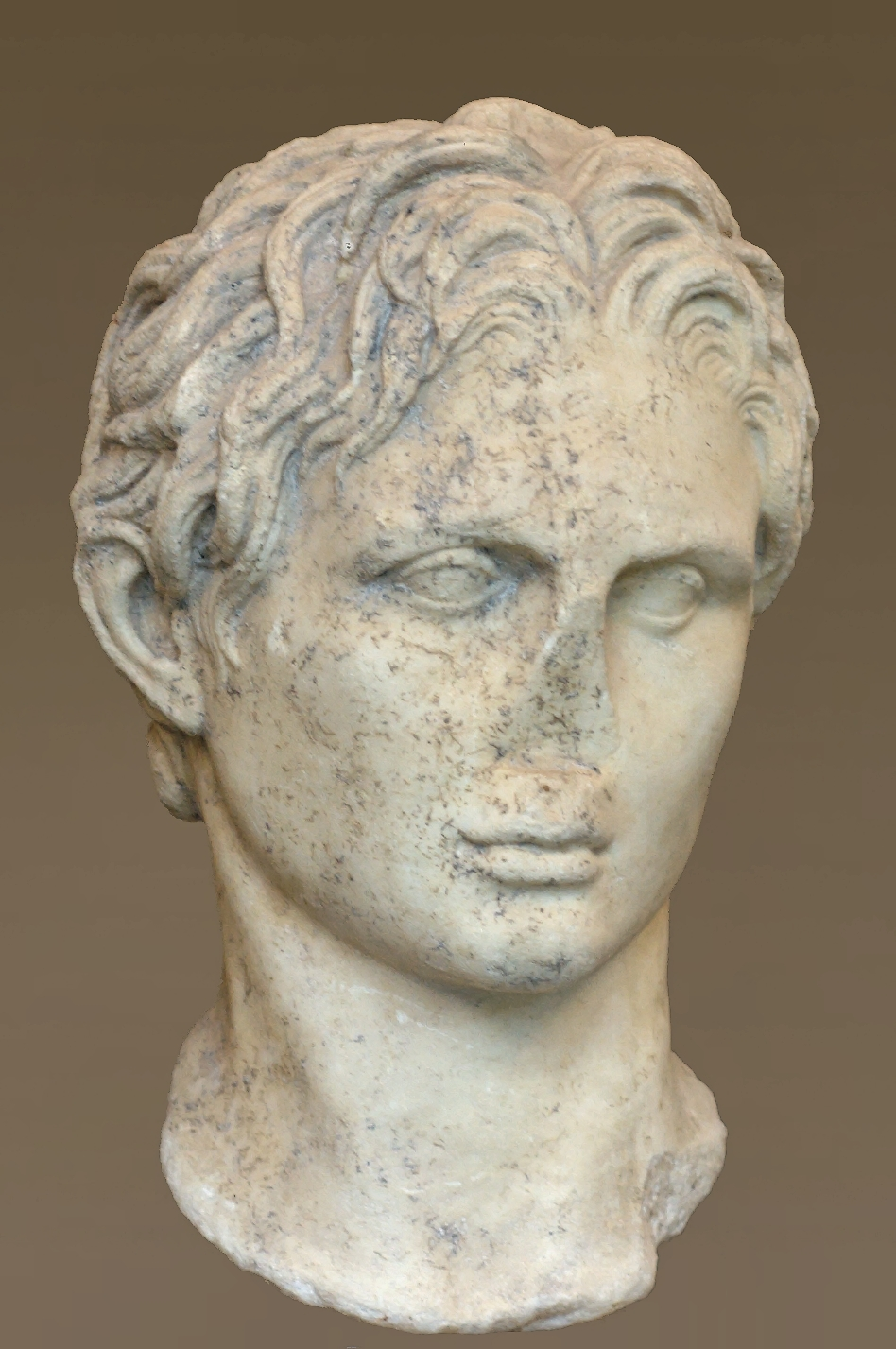
Lisisppo, Buste d'Alexandre le Grand.

La grande personnalité de Lysippe et les conditions sociales et culturelles changeantes des contemporains permettent de surmonter les dernières réticences de l'art grec pour le portrait physionomique et autorisent des représentations fidèles de la condition physique et spirituelle des individus. En créant le buste d'Alexandre le Grand, l'artiste transforme le défaut physique qui contraint le conquérant, selon les sources, à garder la tête inclinée de manière significative sur l'épaule, en une attitude ascendante qui semble évoquer un ravissement céleste, « une conversation silencieuse avec la divinité ». Cette œuvre est la base du portrait du souverain « inspiré » dont influence perdure dans les portraits officiels au-delà de l'époque hellénistique. 
À Lysippe ou son entourage ont aussi été attribués des portraits d'Aristote (exécuté lorsque le philosophe était encore en vie), la reconstitution de Socrate (II) et d'un Euripide de type Farnese dans lequel se trouve une forte connotation psychologique compatible avec le bien-fondé des personnages de la vie réelle.

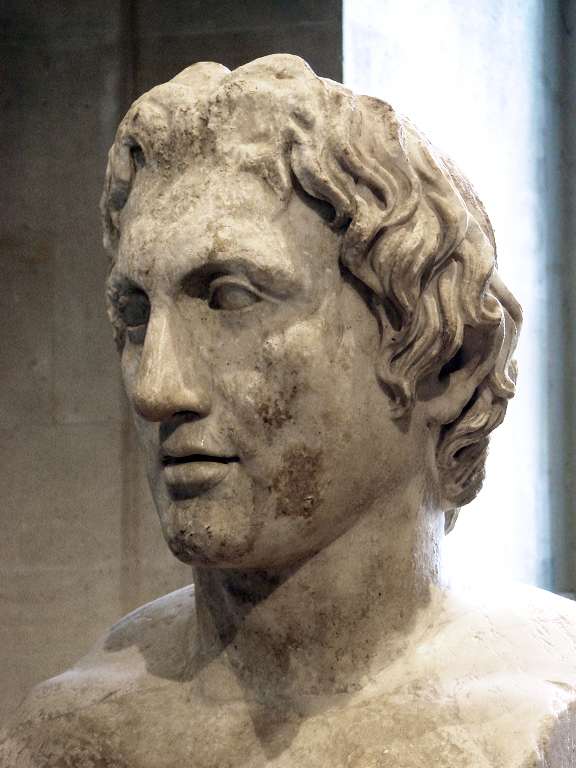
Alexandre le Grand, Louvre.
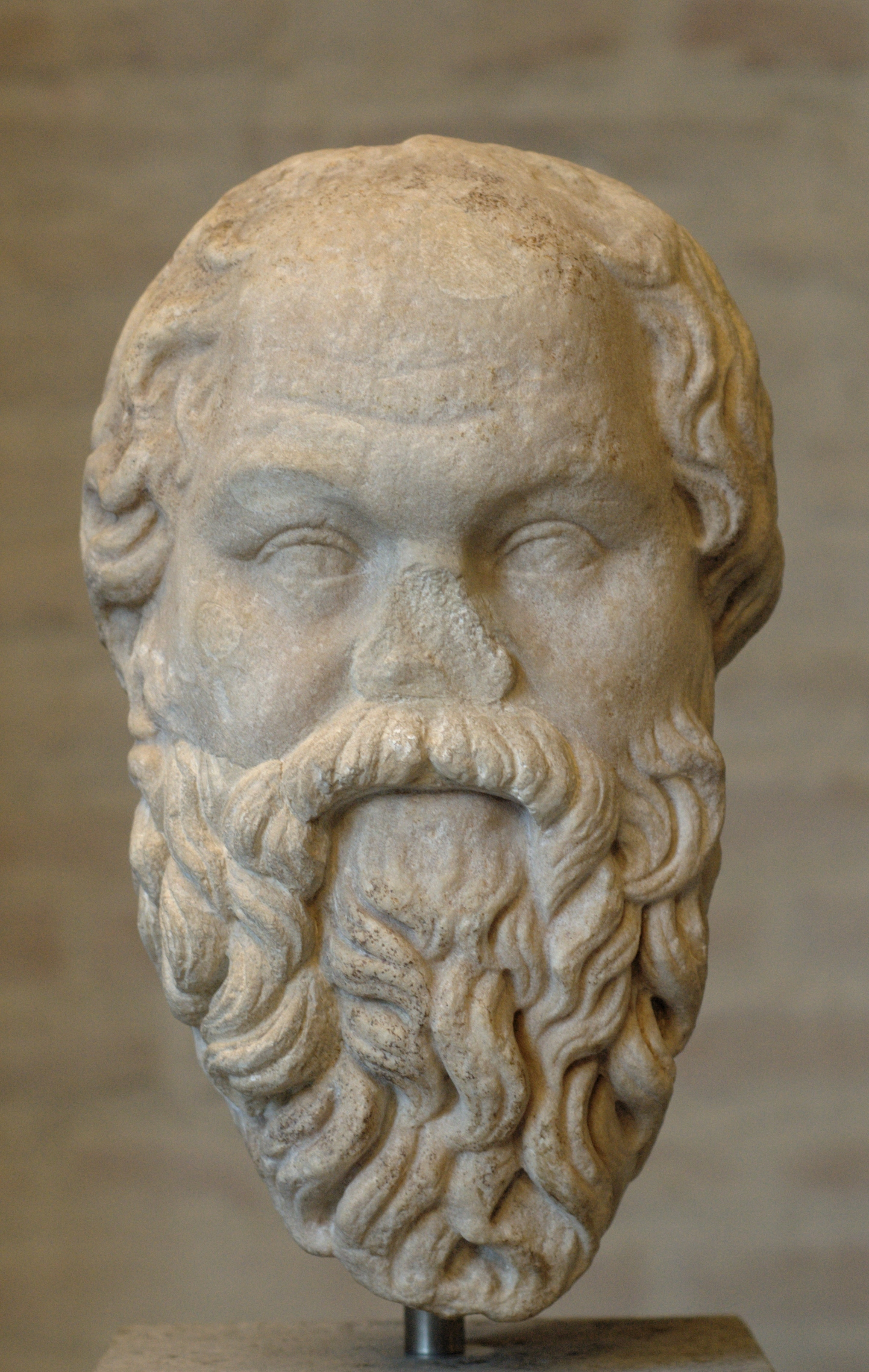
Socrate II.
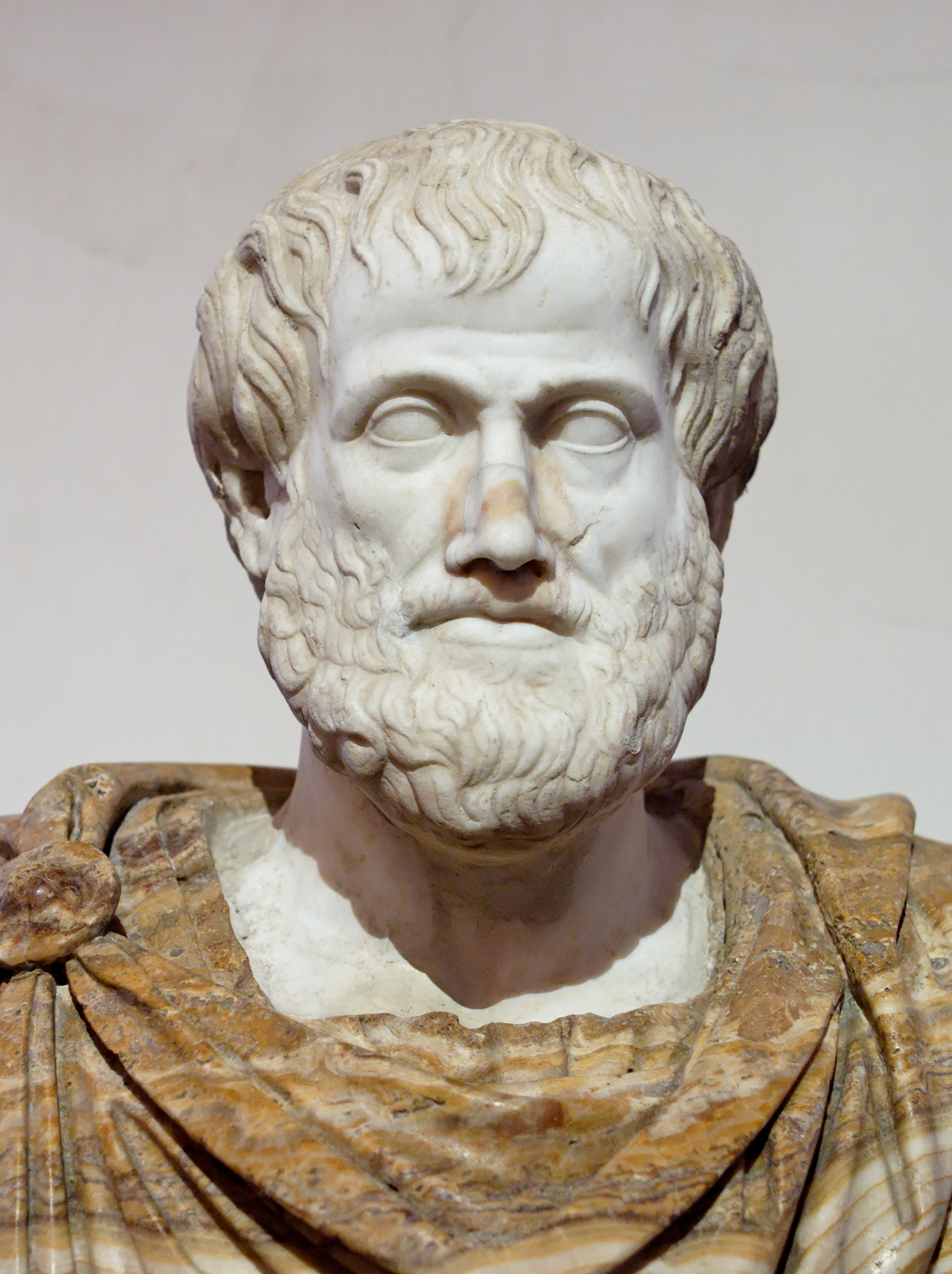
Aristote de Lysippe.
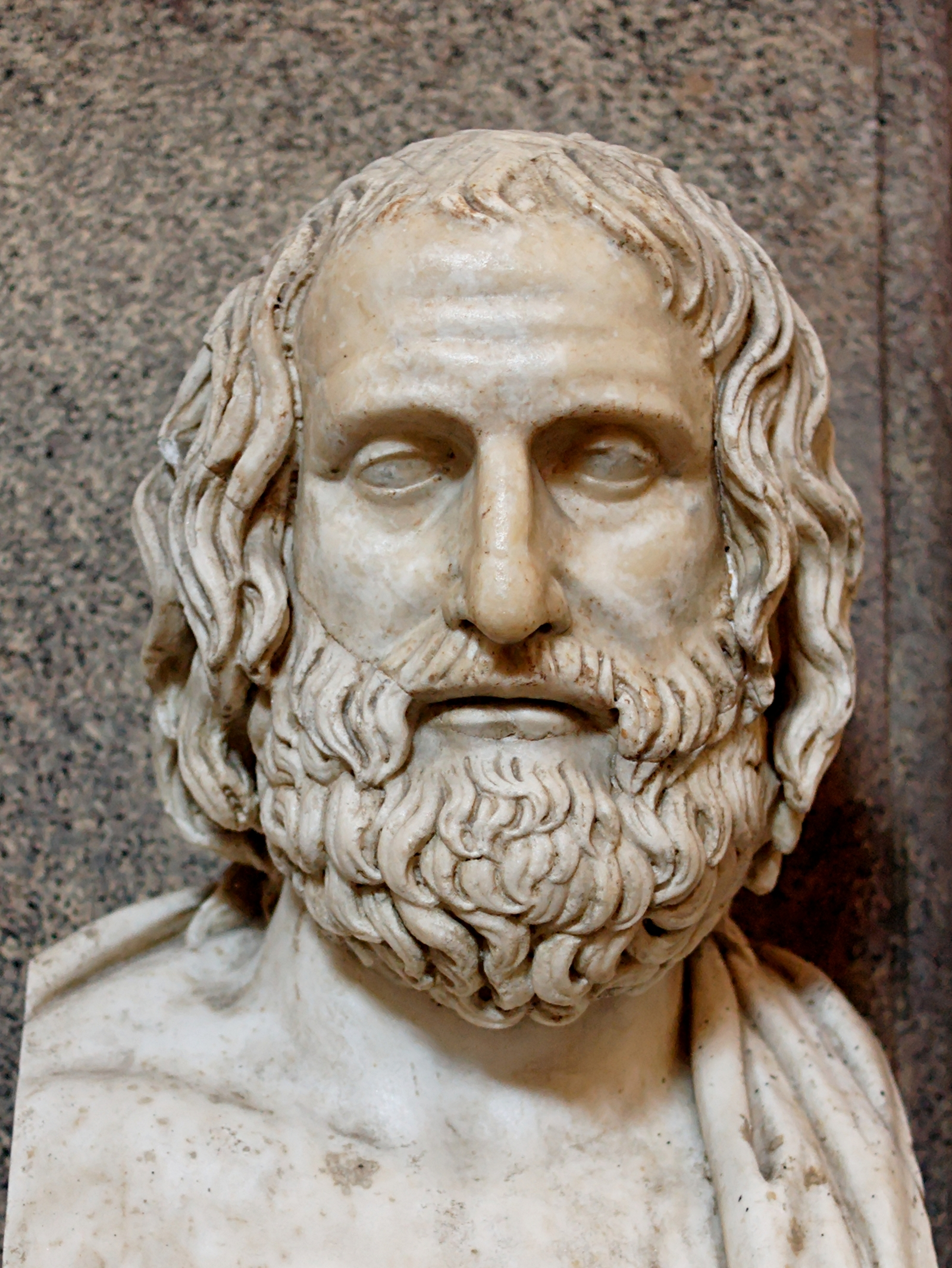
Euripide Farnese.

## Développement du portrait physionomique

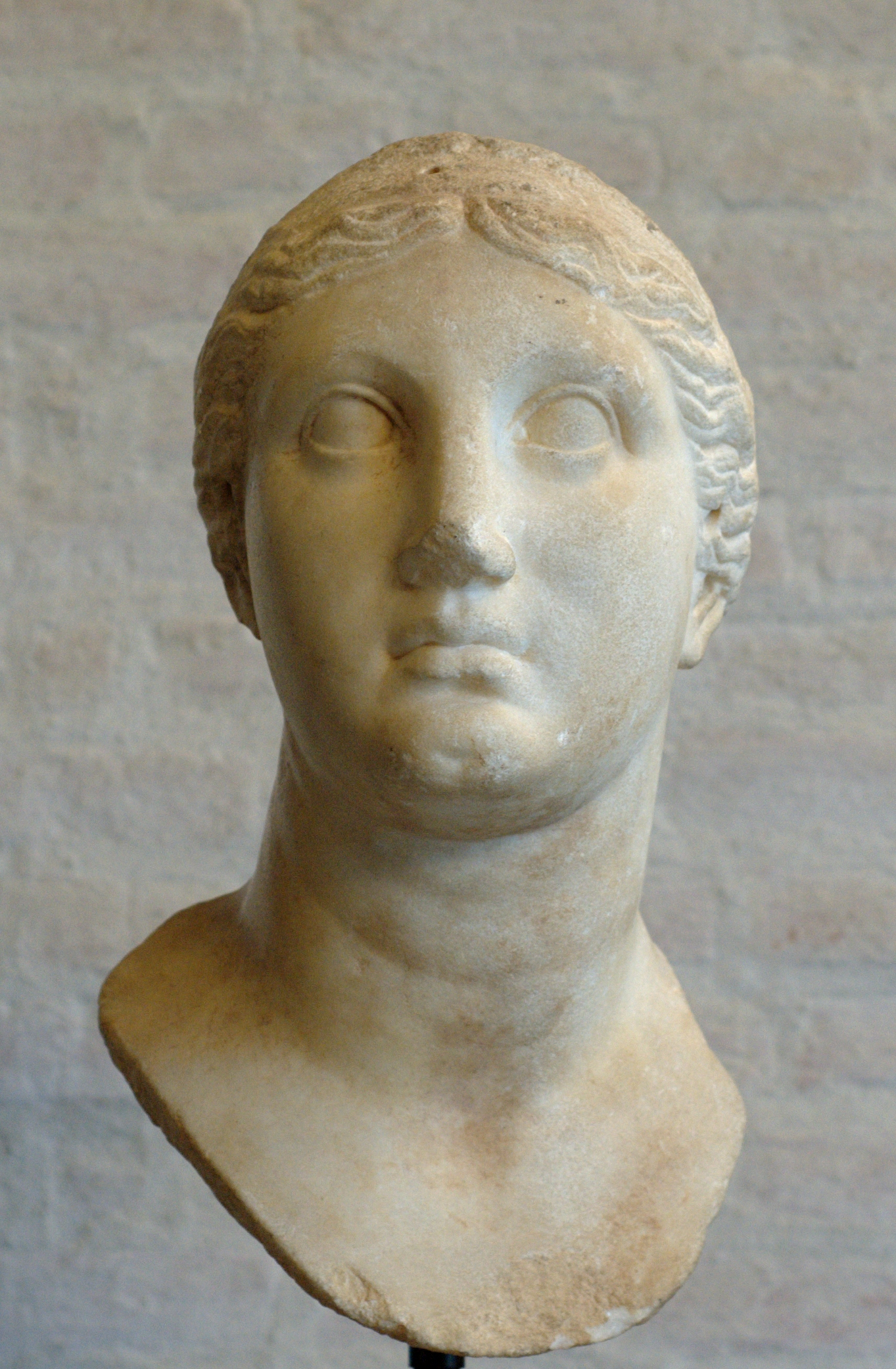
Portrait de Bérénice II.

Après Lysippe, entre les IIe et Ier siècles av. J.-C., se développe une grande pratique du portrait grec physionomique qui ne s'intéresse plus qu'aux dirigeants et aux hommes particulièrement illustres, mais aussi aux particuliers : l'art hellénistique est désormais disponible aux individus et non plus exclusivement à la communauté. Il se diffuse également aux portraits honorifiques et aux portraits funéraires.
Selon les sources, Lysistratos, frère de Lysippos, prend une empreinte en plâtre des visages à partir de laquelle il crée un modèle de cire utilisé pour couler le bronze, créant, selon Pline, une œuvre authentique même si cela se fait au détriment de la régularité formelle et de l'agrément de la composition : après tout, prendre du plaisir aux aspects caractéristiques de la réalité même déformée est une caractéristique du style hellénistique.
Parmi les chefs-d'œuvre de cette période figurent les portraits de Démosthène et de Hermarque, basés sur l'apparence réelle des personnages (280-270 av. J.-C.), le portrait d'une personne âgée datant de 351 au musée national archéologique d'Athènes, (200 av. J.-C.), la tête de bronze d'Anticythère (toujours à Athènes, circa 180-170 av. J.-C.), le buste pathétique d'Euthydème Ier, etc. Le buste d'une reconstitution du pseudo-Sénèque à Naples est un exemple de réalisme dans la sculpture hellénistique.

## Portrait officiel
Dans les portraits officiels, au lieu de la tendance la plus typique au réalisme, il est de bon ton de donner une apparence plus noble et digne, avec des expressions solennelles et détachées qui reflètent la descendance divine. Parmi les meilleurs exemples on compte les portraits d'Antiochos III de Syrie, Ptolémée III, Bérénice II d'Égypte, Ptolémée VI, Mithridate VI etc.
Le bronze dit de Juba II, ainsi que certains marbres Alexandrins, sont également rattachés à ce courant.

## Galerie

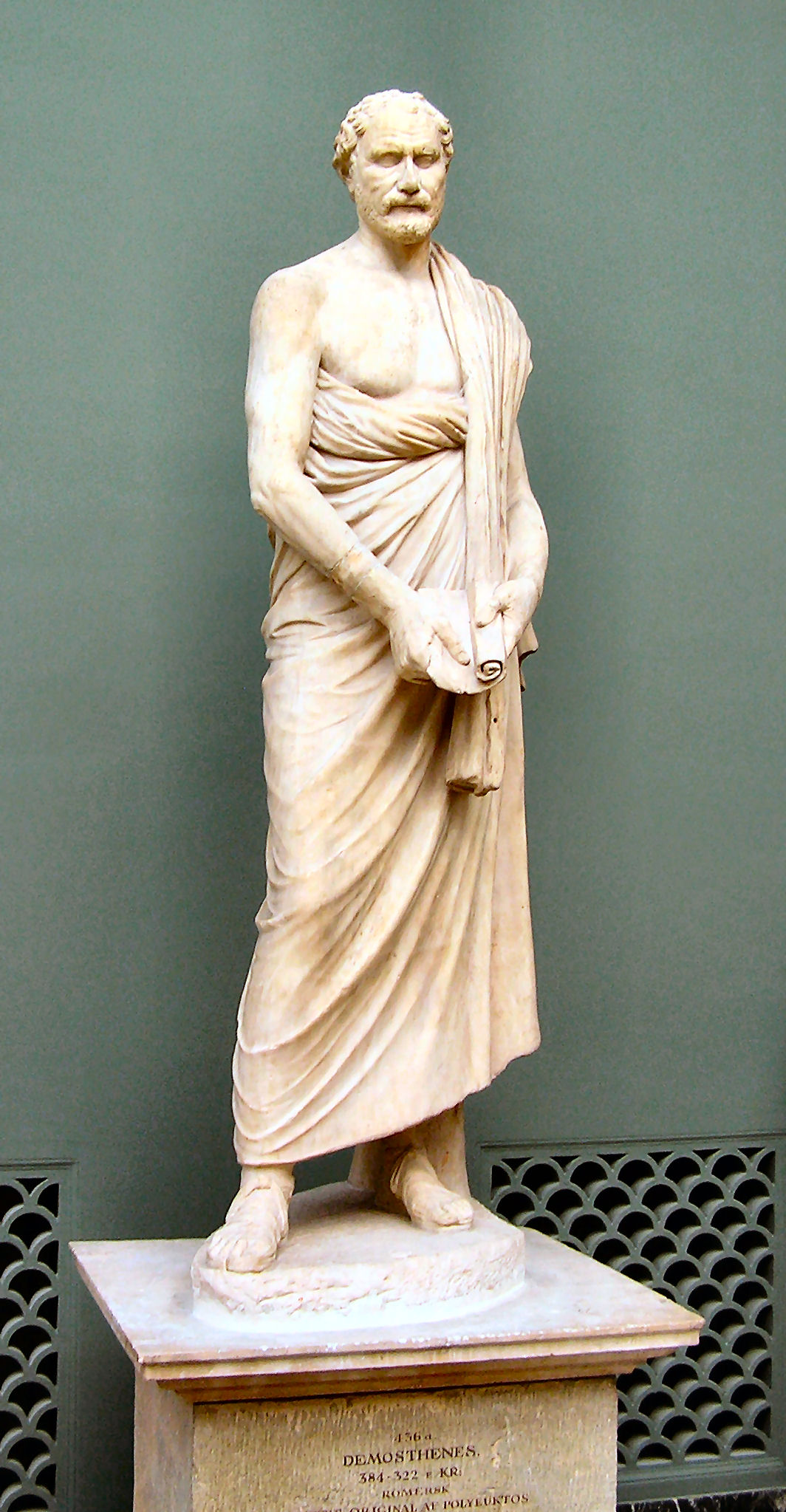
Portrait de Démosthène.
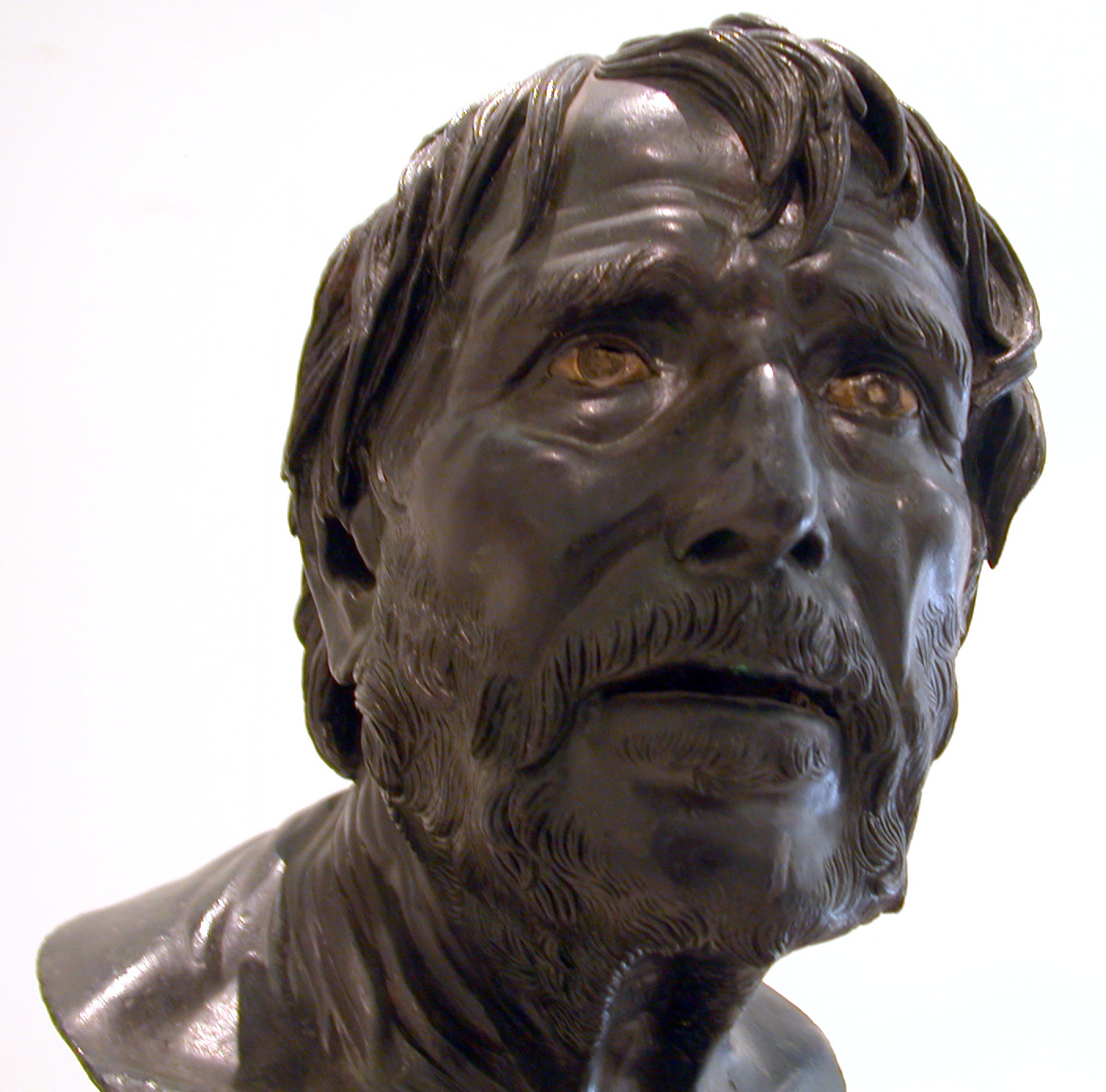
Pseudo-Sénèque de Naples.
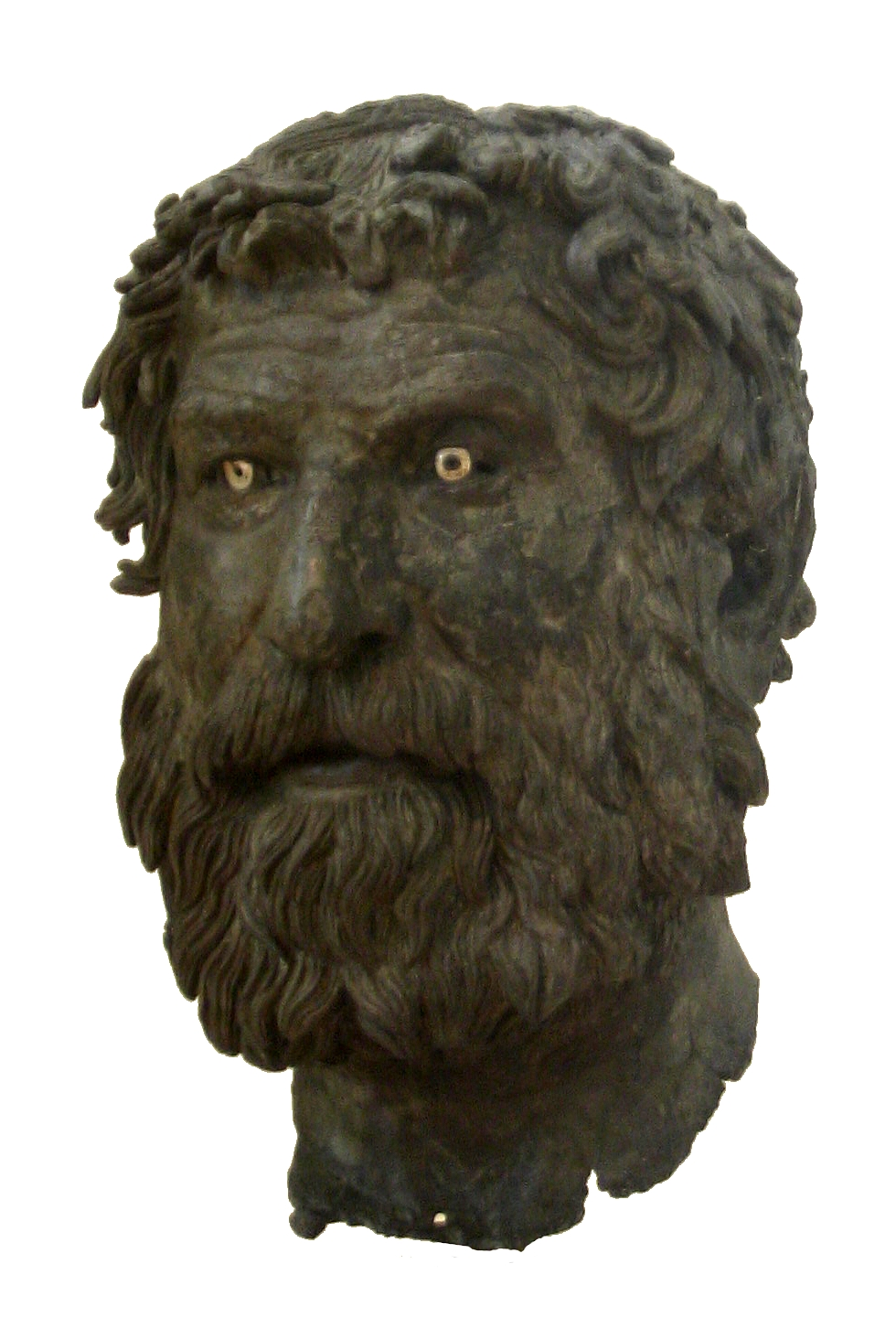
Le « philosophe d'Anticythère » au musée national archéologique d'Athènes.